# Jezainville
Jezainville és un municipi francès situat al departament de Meurthe i Mosel·la i a la regió del Gran Est. L'any 2007 tenia 937 habitants.

## Demografia

### Població
El 2007 la població de fet de Jezainville era de 937 persones. Hi havia 366 famílies, de les quals 88 eren unipersonals (56 homes vivint sols i 32 dones vivint soles), 101 parelles sense fills, 145 parelles amb fills i 32 famílies monoparentals amb fills.
La població ha evolucionat segons el següent gràfic:
Habitants censats

### Habitatges
El 2007 hi havia 386 habitatges, 362 eren l'habitatge principal de la família, 9 eren segones residències i 16 estaven desocupats. 342 eren cases i 44 eren apartaments. Dels 362 habitatges principals, 298 estaven ocupats pels seus propietaris, 50 estaven llogats i ocupats pels llogaters i 13 estaven cedits a títol gratuït; 1 tenia una cambra, 11 en tenien dues, 39 en tenien tres, 85 en tenien quatre i 226 en tenien cinc o més. 255 habitatges disposaven pel capbaix d'una plaça de pàrquing. A 141 habitatges hi havia un automòbil i a 182 n'hi havia dos o més.

### Piràmide de població
La piràmide de població per edats i sexe el 2009 era:
| Homes | Edats   | Dones |
| ----- | ------- | ----- |
| 0     | 95 o +  | 0     |
| 0     | 90 a 94 | 1     |
| 1     | 85 a 89 | 5     |
| 15    | 80 a 84 | 2     |
| 4     | 75 a 79 | 20    |
| 12    | 70 a 74 | 20    |
| 25    | 65 a 69 | 17    |
| 28    | 60 a 64 | 36    |
| 8     | 55 a 59 | 19    |
| 38    | 50 a 54 | 31    |
| 19    | 45 a 49 | 14    |
| 25    | 40 a 44 | 23    |
| 56    | 35 a 39 | 46    |
| 36    | 30 a 34 | 40    |
| 33    | 25 a 29 | 39    |
| 30    | 20 a 24 | 32    |
| 30    | 15 a 19 | 11    |
| 25    | 10 a 14 | 25    |
| 57    | 5 a 9   | 34    |
| 25    | 0 a 4   | 45    |

## Economia
El 2007 la població en edat de treballar era de 600 persones, 426 eren actives i 174 eren inactives. De les 426 persones actives 400 estaven ocupades (220 homes i 180 dones) i 26 estaven aturades (13 homes i 13 dones). De les 174 persones inactives 56 estaven jubilades, 63 estaven estudiant i 55 estaven classificades com a «altres inactius».

### Ingressos
El 2009 a Jezainville hi havia 361 unitats fiscals que integraven 932 persones, la mediana anual d'ingressos fiscals per persona era de 18.551 €.

### Activitats econòmiques
Dels 20 establiments que hi havia el 2007, 1 era d'una empresa alimentària, 1 d'una empresa de fabricació d'altres productes industrials, 7 d'empreses de construcció, 2 d'empreses de comerç i reparació d'automòbils, 1 d'una empresa financera, 5 d'empreses de serveis i 3 d'entitats de l'administració pública.
Dels 8 establiments de servei als particulars que hi havia el 2009, 2 eren paletes, 3 guixaires pintors, 2 lampisteries i 1 empresa de construcció.

## Equipaments sanitaris i escolars
El 2009 hi havia una escola elemental.

## Poblacions més properes
El següent diagrama mostra les poblacions més properes.